# Kniha registrovaného partnerství
Kniha registrovaného partnerství je matriční doklad, který slouží k evidenci uzavřených registrovaných partnerství. Knihu je vedena matričním úřadem v jednotlivých okresech. Samotné zápisy sestávají z listů formátu A4, které jsou svázány dohromady (nejčastěji plátěnou vazbou po 100 listech).

## Okolnosti, které vylučují vstup do registrovaného partnerství
Do registrovaného partnerství nesmí vstoupit osoba, která:
- nedosáhla plnoletosti, tj. 18 let,
- nemá způsobilost k právním úkonům,
- již dříve uzavřela manželství,
- již dříve vstoupila do partnerství anebo do obdobného svazku osob stejného pohlaví v zahraničí, a její manželství nebo partnerství anebo obdobný svazek trvá.

## Povinné údaje
Součástí zápisu v knize registrovaného partnerství je:
- místo a datum,
- jméno a příjmení obou partnerů,
- rodné číslo, datum a místo narození obou partnerů,
- bydliště obou partnerů,
- rodiče obou partnerů – jméno, příjmení, datum a místo narození,
- jméno a příjmení matrikáře,
- podpisové vzory partnerů,
- zápis o ověření údajů – jméno, příjmení, datum a podpis.